# Té
El té es la infusión de las hojas y brotes de la planta del té (Camellia sinensis).
La popularidad de esta bebida es solamente sobrepasada por el agua. Su sabor es fresco, ligeramente amargo y astringente; este gusto es agradable para mucha gente.
Una infusión que esté realizada con base en otra planta (canela, anís, cedrón, jengibre, manzanilla, menta, por mencionar algunas) no es en realidad té, aunque se la señale de manera popular de esa forma. De hecho, por ejemplo en el Código Alimentario Argentino, se indica que la denominación genérica de té refiere exclusivamente al producto obtenido por el procesamiento de yemas, hojas, pecíolos y tallos tiernos de dicha especie vegetal.
Igualmente destaca por ser utilizado en la preparación de algunas variedades de tisanas, y en bebidas que tiene como base al té. Destaca igualmente ser un componente del té con leche, cuyo término se utiliza para denotar a bebidas que tienen como base estar compuestas de una combinación de té y leche; a la cual se le puede agregar otras especias y/o yerbas.

## La planta de té
El té es la infusión preparada con las hojas secas molidas o brotes del arbusto Camellia sinensis en agua caliente.
El arbusto tiene muchas ramificaciones, de entre 1 y 2 metros de altura, y puede alcanzar, aunque muy raramente, incluso los 12 metros. Las hojas son siempre verdes, lanceoladas hacia adelante e incluso del revés u oblongo-ovadas, de unos 4 cm de ancho y entre 3 y 12 cm de largo, sobre las que destaca una fuerte nerviación. Las flores están en grupos de dos o tres o bien aisladas, de color blanco, inclinadas hacia abajo, y son aromáticas. Las flores de Camellia japonica son erguidas.
El arbusto ha crecido silvestre a lo largo de la historia en Extremo Oriente, aunque actualmente se cultiva en muchos otros lugares, incluso sobre terreno poco fértil utilizando terrazas.

## Valor nutricional
Las sales minerales en el té son de sodio, potasio, y níquel. También contiene hierro, cobre, silicio, aluminio, magnesio, fósforo y calcio, aunque algunas de ellas pierden su solubilidad con el envejecimiento de las hojas.
Otro de los contenidos importantes del té es el flúor, conocido protector de los dientes. El aceite esencial destilado del té es de color amarillo y posee un fuerte olor, que es la causa de los aromas del té. Contiene el té derivados polifenólicos, como los flavonoides miricetina, quercetina y kaempferol y taninos catéquicos.
Los componentes más conocidos del té, y los más apreciados por su efecto, son sin duda las bases xánticas, la principal de las cuales es la cafeína, aunque también contiene teofilina, teobromina y la teanina. La presencia de vitaminas en el té es mínima, pero constituyen un enriquecimiento de la bebida, dado que contiene vitaminas A, B, C, E y P.
Se considera que el té con mayor cantidad de principios activos altamente benéficos para la salud humana es el té verde.
La cafeína constituye aproximadamente el 3 % del peso seco del té, que se traduce en entre 30 mg y 90 mg por taza de 250 mL, dependiendo del tipo, marca, y método de elaboración.
Un estudio encontró que el contenido de cafeína de 1 g de té negro varió de 22 a 28 mg, mientras que el contenido de cafeína de 1 gramo de té verde varió de 11 a 20 mg, lo que refleja una diferencia significativa.
La astringencia en el té se puede atribuir a la presencia de polifenoles. Estos son los compuestos más abundantes en las hojas de té, que componen el 30-40% de su composición. El té también contiene pequeñas cantidades de teobromina y teofilina, que son estimulantes, y xantinas similares a la cafeína.
Debido a la contaminación ambiental moderna, el fluoruro y el aluminio también a veces se producen en el té. Ciertos tipos de té de ladrillo hechos de hojas viejas y hojas caídas tienen los niveles más altos.
El té negro no contiene nutrientes esenciales en contenido significativo, con la excepción del mineral dietético manganeso a 0.5 mg por taza o 26 % del valor diario. Las hojas de té contienen diversos polifenoles, incluidos flavonoides, galato de epigalocatequina (comúnmente conocido como EGCG) y otras catequinas.
Se ha sugerido que el té verde y negro puede proteger contra el cáncer u otras enfermedades como la obesidad o la enfermedad de Alzheimer, pero no se ha demostrado de manera concluyente que los compuestos encontrados en el té verde tengan algún efecto en enfermedades humanas Un estudio en humanos demostró que el consumo regular de té negro durante cuatro semanas no tuvo ningún efecto beneficioso en la reducción de los niveles de colesterol en la sangre.
Físicamente hablando, el té tiene propiedades tanto de solución como de suspensión. Es una solución de todos los compuestos solubles en agua que se han extraído de las hojas de té, como los polifenoles y los aminoácidos, pero es una suspensión cuando se consideran todos los componentes insolubles, como la celulosa en las hojas de té.

## Procesamiento

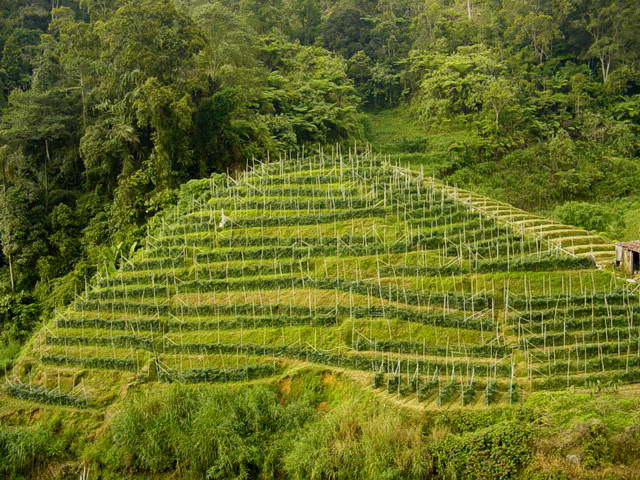
Plantación de té en Malasia

### Cultivo
El té proviene principalmente de China continental, India, Sri Lanka, Taiwán, Japón, Nepal, Australia, Argentina y Kenia.
La planta de té se adapta mejor en climas tropicales y subtropicales, además necesita de lluvia aproximadamente 1250 mm por año, varios de los mejores sembradíos de té se encuentran a más de 1500 metros de altura, este factor hace que crezca más lento y las hojas intensifiquen su sabor.
Los cuatro tipos principales de té se distinguen según su procesamiento.
Las hojas del arbusto Camellia sinensis, si no son secadas apenas se recolectan, comienzan a oxidarse. Para prevenir este proceso de oxidación, se calientan con el objetivo de quitarles la humedad.
El arbusto es podado para que no supere los 2 metros de altura facilitando así la labor de recolección. A partir del tercer año, las hojas pueden cosecharse con rendimiento.
Las hojas de té se procesan para producir el té verde o negro. La fabricación del té negro comienza con el proceso de "desecado" de las hojas, sea en forma natural o con aire caliente. Luego del desecado, se hace pasar el material entre rodillos para exprimir los jugos y se golpea para romper las hojas. Después se ciernen y se fermentan para lograr la calidad del producto final. Entonces se seca, gradúa y clasifica el té fermentado para empaquetarlo. El té verde se prepara calentando las hojas, sea en platos calientes o con vapor. Las hojas se apisonan con el rodillo, se calientan y se apisonan otra vez, para lograr la calidad deseada.
La producción del té puede causar algunos desechos gaseosos de la operación de desecado. Estas emisiones tienen poca importancia, comparadas con las descargas de las calderas a carbón o petróleo que se utilizan para producir el vapor. Los desechos líquidos procedentes de las operaciones de limpieza son, igualmente, de poca importancia.

### Variedades de té
Las variedades de té se diferencian por sus métodos de elaboración y el grado de oxidación o de fermentación, reacciones químicas que se producen por el contacto con el oxígeno o por microorganismos que convierten el azúcar en alguna otra substancia, respectivamente y modifican el sabor y color del producto.
El método original para preparar bebidas de té es usar hojas de té frescas en agua caliente que se arrancan directamente del arbusto. El sabor del té cambia mucho dependiendo del tipo. Las hojas de té frescas no se pueden almacenar por mucho tiempo, ya que fermentan o se estropean por la acción de microorganismos no deseados. Por lo tanto, la fermentación y el secado dirigidos se desarrollaron para que el té sea almacenable. Dependiendo del procedimiento y del material de partida, se crean numerosas cualidades de sabor diferentes. Hoy en día se distinguen cuatro formas tradicionales que se diferencian en el grado de oxidación:
- Té blanco: llamado así porque los pelos en la parte inferior de las hojas dan a las hojas de té secas un color blanco plateado. Son hojas jóvenes (brotes nuevos del arbusto) que no se han oxidado; los brotes pueden haber sido protegidos del sol para evitar la formación de clorofila. Los brotes jóvenes se cosechan y secan, como el heno, y en muchos casos, solo las mejores plantas son adecuadas para la producción de té blanco.
- Té verde: es el tipo de té no fermentado.[24] Un favorito en Asia, es así denominado porque las hojas se secan y son fragmentadas rápidamente después de ser recogidas. En la producción tradicional, después de la cosecha, el té se empapa en sartenes de hierro sobre el fuego y luego se seca. En la producción industrial, esto ocurre en grandes contenedores. El té hecho de estas hojas presenta un sabor más fresco que otros tipos de té. A causa de esto, el té verde generalmente no se sirve con leche ni azúcar. Algunos tipos de té verde son Zhū chá, Sencha y Gyokuro cuyo nombre (literalmente "rocío de jade") se refiere al color verde pálido de la infusión.
- Té oolong (烏龍茶): también llamado té azul, tiene un grado de oxidación media entre los tés negros y los tés verdes. Sus hojas son fermentadas cerca de la mitad del tiempo empleado en el té negro. Los oolong son marchitados muy lentamente, y su proceso de oxidación es lento y sutil. Luego del cuarteado, el té desarrolla muchísimos compuestos aromáticos a flores y frutas que se verán reflejados en la taza.[25]
- Té negro: se conoce en Asia como té rojo (紅茶, chino Hóngchá, Kōcha japonés) y es de oxidación completa. Da lugar a una infusión rojiza y oscura; el té negro es muy popular en los países occidentales.[26] Es un té muy procesado y el que más contenido en teína posee. Después de que las hojas se escogen, se fermentan y se secan. Al igual que el té oolong, el proceso de oxidación no se detiene. Solo después de un tiempo prolongado, el té se termina de secar. El tamaño de las hojas determina la graduación de té negro. Las variedades comunes del té negro incluyen Ceilán, Assam, Darjeeling y Sikkim, considerados estos últimos por muchos los dos tés negros más finos.

En resumen, el té blanco, que ha sido conocido en China como «el té del emperador», el más delicado y suave de todos, se prepara con los brotes más tiernos de la planta recolectados a mano, los cuales no se fermentan ni se oxidan; tiene fama de ser un elixir de juventud por su cantidad de antioxidantes (3 veces más que el té verde) y alto contenido de vitaminas E y C, mientras que lo que en Occidente se llama té negro es el tipo más característico por su cuerpo y sabor intenso y es el té más oxidado, por lo que sus hojas son de color marrón oscuro, a diferencia del té verde, descrito como «la bebida más sana del planeta» en el portal Healthline, especializado en información médica y consejos de salud, el cual se obtiene calentando, enrulando y secando las partes más tiernas de la planta sin que hayan experimentado oxidación ni fermentación por lo que mantiene sus hojas con alguna tonalidad verde. En medio de ambos, el té azul, o de tipo oolong, semioxidado, referido como el «té de la longevidad», tiene un procesamiento de suave oxidación que lo coloca entre el té negro y el té verde y lo hace ampliamente elegido por quienes persiguen una alimentación saludable (porque se lo considera antioxidante, depurativo y tiene menos teína que el té negro por lo que no dificulta la conciliación del sueño).
Además de estos cuatro métodos de producción clásicos, hay otras especialidades menos comunes:
- Kukicha (茎茶): literalmente ‘té en rama’, también llamado bōcha (棒茶) o también conocido como «té de invierno», es una mezcla de tés hecha de peciolos, tallos y ramitas de té bancha (variedad común japonesa de té verde). Está disponible como té verde o en versiones más oxidadas. El kukicha tiene un sabor y aroma únicos, debido a incluir en su composición partes de la planta de té que se excluyen en otras mezclas. Es de color muy claro amarillo-verdoso.
- Lapsang souchong (正 山 小 种 o 烟 小 种): De origen en la ciudad de Fujian, China, el Lapsang Souchong es un té negro que se seca sobre pino ardiendo, desarrollando así un fuerte sabor ahumado.
- Pu-erh (普洱茶): también llamado té rojo, es conocido en Asia como el té negro (黑茶, Heicha) y es de hecho también mucho más oscuro que el color del té negro europeo, en la copa, se parece más a colores como el café. Es un antiguo té verde que ha madurado desde varios meses a varios años. A diferencia de otros tés, que suelen tomarse tras su recolección, el proceso de fermentación de esta variedad puede durar de 2 a 60 años en barricas de roble, lo que hace que las hojas obtengan un color cobrizo y, por lo tanto, también la infusión.
- Té amarillo: Té semifermentado o fermentado parcialmente comparable al té azul o té oolong. Su sabor es similar al del té blanco y el verde. Es una especialidad producida solo en China en algunas regiones como la montaña Jun Shan en el lago Dongting, en la provincia de Hunan, y también en Huand Mountain en la provincia de Anhui. Es un té que se cosecha como el té blanco pero no se procesa inmediatamente después de la cosecha. Entonces hay una oxidación mínima. Es una de las especialidades de té más caras disponibles. A veces se asocia con el té verde.
- Té Darjeeling: Té que ha sido cultivado, desarrollado, producido, manufacturado y procesado en jardines de té de las áreas montañosas de la subdivisión de Sadar, solo áreas montañosas de la subdivisión de Kalimpong. Darjeeling es una denominación de origen.
- Té matcha (抹茶): Es un té verde molido empleado en la ceremonia japonesa del té.
- Té turco: Es una forma de té negro, se produce principalmente al este de la costa del mar Negro. Es común beberlo muy caliente, se suele verter algo de azúcar de remolacha.

### Graduación de las hojas

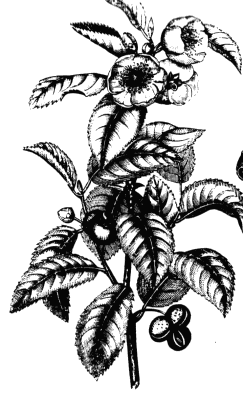
Dibujo de la planta del té

Tanto en el té negro como en el verde, la graduación no tiene en cuenta la calidad del té sino el tamaño de las hojas.
- Leaf: Té de hojas enteras.
- Broken: Té de hojas rotas, es más sustancioso y fuerte que el «leaf» debido a los numerosos puntos de rotura. Se designa con la letra B. A este grado pertenecen BOP (broken orange pekoe) y FBOP (flowery broken orange pekoe).
- Fannings: Son trocitos que se obtienen luego de tamizar las hojas mecánicamente.
- Dust: Es el té de molienda más fina. Se designa con la letra D. A este grado pertenecen D (dust) y PD (pekoe dust). Se usa para elaborar bolsitas de té.

### Términos
- OP (orange pekoe): noble, de hojas enteras
- P (pekoe): vello blanco, de hojas pequeñas, más ordinarias que OP.
- F (flowery): floral; gran contenido de brotes
- Fluff: polvo de té; es amarillo y se obtiene aspirándolo durante la producción.
- G (golden): gran contenido de brotes dorados de alta calidad
- Tip: hojas que por su alto nivel de taninos se oxidan con un color claro o que, por su vello blanco, tiene un brillo plateado.
- Tippy: té con una proporción elevada de puntas blancas o doradas
- 1 (One): se usa para describir un tamaño diferente de las hojas del mismo grado.
- F (fitness, cuando es la segunda F en la sigla): el mejor té.
- S (special): cosecha antigua o muy especial
- B (broken): hojas partidas

Ejemplo: FTGFOP (Fitnes Tippy Golden Flowery Orange Pekoe).

### Países con mayor producción

Producción mundial de té (2017)

Datos en toneladas.
| País      | 2011      | 2012      | 2013      | 2014      |
| China     | 1 274 984 | 1 375 780 | 1 467 467 | 1 744 431 |
| India     | 987 000   | 972 700   | 991 180   | 1 028 098 |
| Kenia     | 345 800   | 314 100   | 399 000   | 401 900   |
| Sri Lanka | 318 700   | 290 000   | 282 300   | 348 288   |
| Turquía   | 198 046   | 198 601   | 235 000   | 235 666   |
| Vietnam   | 173 500   | 185 700   | 198 466   | 219 714   |
| Irán      | 165 717   | 165 717   | 165 717   | 165 717   |
| Indonesia | 150 851   | 146 440   | 150 000   | 142 400   |
| Argentina | 80 142    | 71 715    | 88 574    | 96 572    |
| Japón     | 96 500    | 86 000    | 85 000    | 95 012    |

### Otras infusiones llamadas té
Existen diversas mezclas de algún tipo de té con otros elementos, ya sean especias, frutos u otros ingredientes. Ejemplos de esto son el té con hierbabuena y el té tailandés.
Existen también infusiones que no contienen entre sus componentes a la planta del té, que sin embargo llevan el nombre. Un ejemplo de estos casos es el té rooibos que es una infusión de la planta rooibos (Aspalathus linearis), de origen sudafricano y otra infusión relacionada es el mate, popular en Sudamérica.
El Chong cha (虫茶), literalmente ‘té gusano’,[cita requerida] se obtiene de los excrementos de las orugas Aglossa dimidiata y se usa como producto medicinal en China.

## Preparación del té
A lo largo de la historia y del mundo, los métodos de preparación del té han ido evolucionando dando lugar a variedad de ceremonias tradicionales, desde el té hervido, al molido y al infusionado. Son muchas las bebidas que se preparan, con este último método, es decir, echando agua caliente sobre hojas, flores, frutos o semillas de hierbas o plantas pero sin dudas, la más completa es el té, en cualquiera de sus variedades (té negro, verde, rojo, blanco, etc.), ya sea que se consuman puras o combinadas con otros ingredientes.
Al preparar la bebida de té, existen variantes regionales muy diferentes, que producen diferencias claras en el sabor. El método preferido depende del tipo de té disponible y de los hábitos tradicionales y gustos de la población, que se difundieron con el comercio o la fabricación. Al igual que el cacao y el café, la Europa continental a menudo adoptó las costumbres de las naciones que trajeron estos productos mediante el comercio. En Europa occidental y central se suele usar casi exclusivamente la llamada preparación inglesa, un método que se distribuyó durante la época colonial británica junto con el té comercializado. En el sur y el este de Europa, la preparación inglesa es complementada o reemplazada por influencias orientales. En los antiguos países coloniales, incluida América del Norte, la preparación al modo inglés también es común. Las culturas sin un pasado colonial o con su propio cultivo de té generalmente tienen sus propias formas de preparación.

### Proceso de escaldado
Los tés negros fuertes casi siempre se preparan con agua hirviendo; para los tés verdes y los tés semifermentados así como para los tés negros finos pueden ser preferidas temperaturas de 65 a 90 °C, por lo cual se preservan mejor las sustancias contenidas y el sabor. Algunos tés verdes japoneses se preparan a 50 °C o menos. En la preparación inglesa siempre se usa agua caliente, nunca agua hirviente. Sin embargo, el té también libera muchas de sus sustancias en agua fría y en alcohol, pero en este caso los procesos químicos tienen lugar más lentamente y conducen a un resultado que diverge significativamente de los sabores familiares. La medicina china conoce numerosos usos para té preparado de este modo cuya utilidad no está confirmado. De acuerdo con la opinión que prevalece, independientemente de la temperatura de elaboración, únicamente se producen bebidas de té ordinarias que difieren en el sabor. También las recetas tradicionales de té helado preparan primero té caliente para enfriarlo más tarde.
Cuánto tiempo las hojas de té se dejan reposar en el agua no puede especificarse de manera uniforme y fluctúa, dependiendo de la variedad de té, entre 20 segundos y 5 minutos. Dependiendo de esta duración, el efecto estimulante del té varía, y hay diferentes teorías sobre los efectos en el ser humano en función del tiempo en el que se deja reposar el té. Existe una sólida evidencia que la cafeína entra en la solución desde el principio, pero varias otras sustancias solamente después de 2 o 3 minutos. Aún no se ha aclarado completamente si un té que se deja reposar más de dos minutos tiene un efecto calmante o solamente un efecto estimulante menos pronunciado, ya que aquí varios efectos se complementan. Los polifenoles, que se disuelven lentamente, convierten la cafeína en una forma insoluble en agua, por lo que al aumentar el tiempo de infusión la proporción de cafeína fisiológicamente activa disminuye. Pero también el aminoácido teanina, que tiene un efecto calmante, se disuelve en el té solamente después de unos minutos.
Cuál de los efectos predomina todavía no ha sido investigado suficientemente. En una jarra de vidrio se pueden observar los cambios del té: algunas hojas flotan en el suelo, otras en la superficie. Finalmente, las hojas superiores comienzan a hundirse, mientras que las inferiores suben. Algunos autores afirman que este es un buen momento para quitar las hojas.
Si se desea preparar un té muy estimulante, se puede usar una gran cantidad de hojas de té que se dejan reposar solamente durante un periodo corto. Las típicas mezclas fuertes de desayuno con hojas pequeñas (gran superficie) están diseñadas para este uso. Durante la producción de una bebida de té en cafeteras convertidas (teteras eléctricas, especialmente en América del Norte) el escaldado disuelve sobre todo la cafeína. Por varias razones, la preparación en tetera eléctrica provoca una fuerte modificación del sabor, entre otros por el uso simultáneo de diferentes variedades de té en la misma máquina, así como por problemas técnicos en la limpieza.

### Variantes de preparación
El té verde generalmente se bebe solo; una excepción bien conocida es el té de menta marroquí basado en el té verde gunpowder, al que se agrega mucho azúcar. En diferentes regiones se añaden tradicionalmente diversos aditivos al té negro, como en Inglaterra y la India la leche (especialmente en tés aromatizados como Earl Grey o el té chai de India), en la Frisia Oriental, crema, en Mongolia y el Tíbet, mantequilla, en Rusia y Georgia, mermelada, jaleas o frutas en almíbar.
La costumbre de añadír jugo de limón o un poco de ralladura de cáscara de limón proviene de Rusia y también se aprecia por algunos aficionados del té en Europa occidental. La más común es la adición de los edulcorantes azúcar y miel. El azúcar candi blanco o el azúcar de caña moreno, también el azúcar candi moreno se consideran particularmente adecuados. Estos últimos se utilizan principalmente para infusiones de hierbas o tés aromatizados.
Con la tetera de dos piezas (çaydanlık), que es común en Turquía, el té se puede servir como té flojo (açık çay) o té fuerte (demli çay), dependiendo del gusto.
En Alemania, solo en Frisia Oriental se formó una propia cultura del té. Aquí se bebe tradicionalmente té fuerte (sobre todo el Ostfriesentee empaqueteado en Frisia Oriental) con crema líquida y Kluntjes (azúcar candi). Tradicionalmente, este no se remueve, por lo que el sabor cambia de amargo a dulce y cremoso.

#### Té cristalizado
Es una variante en la preparación del té en el que se consiguen cristales de té que luego se disuelven para poder beberlo. «Para esto se cogen las hojas de té y se preparan en frío durante 8 o 10 horas. Una vez que se obtiene la infusión, se filtran las hojas y se someten a un proceso de deshidratación muy suave para reducir el té a un cristal. Luego, solo hay que disolver los cristales en agua fría o caliente.»

### Dureza del agua
Generalmente, se prefiere agua blanda. Con los altos estándares actuales de agua, el agua del grifo se puede utilizar en casi todas las partes en Alemania. Cuando se ve afectado por la cal o el cloro a veces se utilizan filtros de agua. También se usa agua comercial embotellada. El agua que contiene minerales conduce a una turbidez más rápida y a un cambio en el sabor de la bebida. La cantidad de hojas de té que se necesita para la preparación aumenta con la dureza del agua, aunque el uso más generoso de hojas no puede compensar los cambios que el sabor sufre por los minerales disueltos. En regiones con agua muy calcárea, se forma una película en el té y el sabor a veces se percibe como inferior. Esto vale especialmente para tés con menos ácido tánico como el té Darjeeling, mientras que, por ejemplo, los tés Assam o Ceylón son menos sensibles al agua dura.

### Juegos de té
En casi todas las culturas, el té se prepara en recipientes especiales, en jarras, ollas, vasijas de cerámica o madera, que a menudo tienen formas típicas de la cultura y se consideran artesanía en muchos lugares. El té se bebe en recipientes más pequeños, como cuencos, tazas y vasos. En la preparación inglesa generalmente se usan una tetera y tazas de té que son parte de un juego, pero también es común la preparación directemante en la taza y o el vaso sin usar una tetera, forma de preparación que domina, entre otros, en la gastronomía. En el ejército o en expediciones, el té a menudo se prepara con vajilla más liviana de metal o plástico.
En cualquier caso, para cualquier bebida de té, el enfriamiento dará como resultado cambios en el sabor y un enturbiamiento que no se pueden revertir al recalentar. El enturbiamiento se debe a minerales, taninos, aceites, cafeína y otras sustancias, que sufren reacciones químicas complejas entre sí y provocan un cambio masivo en la composición de la bebida. En té que se mantiene caliente, el enturbiamiento aparece más tarde y siguiendo otros órdenes, pero a más tardar después de dos a seis horas conduce a cambios significativos. Mantener el calor es más fácil con teteras de gran volumen con tapas, que a menudo se precalientan con agua hirviendo. Igual que las cafeteras, las teteras son de porcelana u otros materiales cerámicos o de vidrio; también están extendidos acero inoxidable, hierro fundido, chapa esmaltada o latón. Para mantener el calor, a menudo se usan envolturas para teteras, velas de té o un calentador para teteras.
Para el suministro masivo, el té se puede cocinar en grandes ollas, que se enfrían más lentamente debido a su gran volumen. El té preparado directamente en la taza (ver bolsita de té) es el más sensible al enfriamiento y se consume inmediatamente después de alcanzar la temperatura de consumo aconsejada.
El té es una bebida aromática y deja huellas de su sabor en el recipiente. En particular, los recipientes de material poroso (vajilla de barro sin vidriar) pueden absorber sabores y luego volver a emitirlos a sus contenidos. Por lo tanto, tales contenedores se usan a menudo exclusivamente para la preparación de té, a veces solo para la preparación de una variedad especial. A veces este efecto es deseado y se recomienda limpiar la tetera solo esporádicamente. Las superficies lisas tales como las tienen los juegos de té de porcelana permiten una limpieza mejor, de modo que este efecto no se produce. Los recipientes hechos de metal pueden emitir un sabor "metálico" al té.

#### Tipos de teteras más comunes
- Tetera de cerámica
- Tetera de hierro
- Tetera de plata
- Tetera de porcelana
- Tetera de vidrio
- Tetera Japonesa
- Tetera Yixing

#### Tazas más comunes
- Chawan
- Gaiwan
- Gong Fu
- Kulhar

### Almacenamiento del té
El aroma del té es sensible, cambia en un almacenamiento inadecuado y el té absorbe los olores extraños rápidamente. Por lo tanto, las hojas de té a menudo se almacenan en contenedores cerrados en un lugar fresco, oscuro y seco. Las bolsas de té bien enrolladas pueden ser adecuadas (si son pobres en depósitos de aire), aunque no tan estéticas como las latas finas. Al usar latas, los efectos del envejecimiento llegan más rápidamente: los aceites esenciales responsables del aroma van disminuyendo y el sabor del té parece enmohecido. Después de abrir el paquete, el té debe consumirse en aproximadamente diez semanas. Sin embargo, en los paquetes todavía cerrados, se considera fresco por hasta tres años después de la cosecha. El té seco se puede almacenar casi indefinidamente, siempre que se toleren los cambios de sabor relacionados con la edad. El contenido de cafeína prácticamente no cambia por el almacenamiento.
El té a menudo se mantiene separado de todo tipo de especias, aromas y olores de cocina, ocasionalmente en pequeños armarios o en un cofre. Los vapores que suben de la cocina o del fregadero también dañan el aroma del té.

## Historia

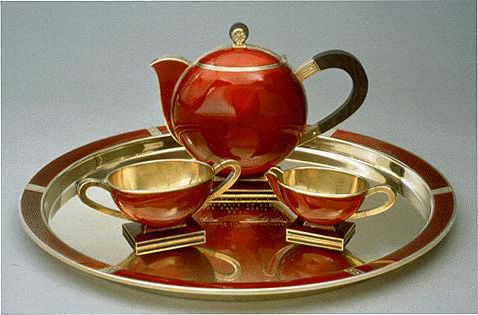
Servicio de té de oro y esmalte

El té en sus múltiples presentaciones es la segunda bebida más popular del mundo superada solamente por el agua. La costumbre de servir hojas de la planta del té (Camellia sinensis) para conferir un buen sabor al agua hervida se utilizó por primera vez en China hacia el año 250 a. C. y desde ese momento se ha expandido a casi todas las regiones del mundo con una gran aceptación de los consumidores.
Consumido inicialmente como un tónico medicinal, la popularidad del té fue creciendo hasta convertirse en una bebida mística que desarrolló nuevas tradiciones y rituales para su consumo. El té fue tan importante para la cultura china que incluso tuvo su Edad de Oro (durante la dinastía Tang) y su libro sagrado, el Cha Sing o Arte Clásico del Té, en el que se detallan de manera poética las diferentes técnicas y formas de prepararlo. Otra contribución del té fue el desarrollo de la cerámica en China, con el propósito de desarrollar utensilios para su consumo que caracterizaran y diferenciaran la riqueza de la gente que los poseía.

### Leyendas sobre el origen de la bebida
El té es un elemento fundamental para grandes escuelas de pensamiento filosófico de China, Japón e India: Los budistas creen que beber té es una de las formas de concentrar la mente para relajarse y meditar y los taoístas lo consideraban como uno de los principales ingredientes del elixir de la inmortalidad, según cuenta Kakuzo Okakura, autor del clásico Libro del Té.
Según la leyenda popular china, el descubrimiento del té fue una maravillosa coincidencia. Su descubrimiento se atribuye al erudito emperador chino Shen Nung, conocido como «Sanador Divino», quien durante su mandato, hace más de 4700 años, ordenó como obligatorio hervir toda el agua destinada para el consumo humano. Un día, mientras descansaba a la sombra de un árbol de té silvestre, una ligera brisa de verano agitó las ramas del árbol, desprendiendo varias hojas de sus ramas. Por buena fortuna, las hojas cayeron en el agua que estaba hirviendo. La infusión adquirió entonces un aroma agradable, que despertó la curiosidad del monarca por probar tal mezcla. La bebida, deliciosamente refrescante y reconstituyente, le cautivó instantáneamente y le atribuyó dotes medicinales.
La religión budista por su parte, atribuyó el descubrimiento del té al monje Bodhidharma, hijo de un rey perteneciente a una casta de linaje Bramini y monje hindú, promotor del Budismo Chan en China que luego se transmitió a Japón como Budismo Zen. El Príncipe Bodhidharma, según cuenta la leyenda, fue quien descubrió los efectos energizantes del té y lo usó como tónico medicinal y reconfortante durante sus viajes cuando decidió abandonar la India para predicar los preceptos de Buda en el reino de los Wei, al norte de China (año 527 d. C.).
Hoy en día, India es el segundo mayor productor de té a nivel mundial, a la vez que los tés de las regiones indias de Darjeeling y Assam son reconocidos como los más finos del mundo.

### Ruta del Té y los Caballos
La Ruta del Té y los Caballos fue una ruta comercial entre Lhasa (en el Tíbet) y la zona productora de té en Sichuan (en China).
Esta ruta que cruza la meseta del Tíbet, supera en algunos pasos alturas de 5000 metros sobre el nivel del mar. La ruta transportaba el té hacia Lhasa. En el sentido contrario la realizaban con caballos. Estuvo activa hasta mediados del siglo XX. El primer tramo de la ruta entre Ya'an y Kangding en China, donde el té era transportado por porteadores, requería unos 20 días. Las cargas transportadas superaban frecuentemente el peso del propio porteador. Hombres y mujeres llevaban hasta 135 kilogramos. Ancestralmente cada kilogramo de té transportado era recompensado con un kilogramo de arroz.
En Kangding, a unos 2550 m s. n. m. (metros sobre el nivel del mar), el té era cocido y envuelto en paquetes impermeables, protegidos con piel de yak, cargados en caravanas que demoraban tres meses en llegar a Lhasa.
Según antiguas tradiciones, la afición de los tibetanos por el té se remonta al siglo VII de nuestra era, introducido por la esposa china del monarca tibetano. El té utilizado en el Tíbet es la variedad más rústica de la planta del té. En efecto los bloques de té enviados se preparan, hasta nuestros días, con los tallos, las ramas y las hojas más grandes, lo que lo hace más amargo.
A partir del siglo XVIII los ladrillos de té se convirtieron en moneda de cambio, en el siglo XII el comercio alcanzaba anualmente millones de kilos para cambiarlos por unos 25 000 caballos para el ejército chino.

### Popularización de la bebida en Occidente

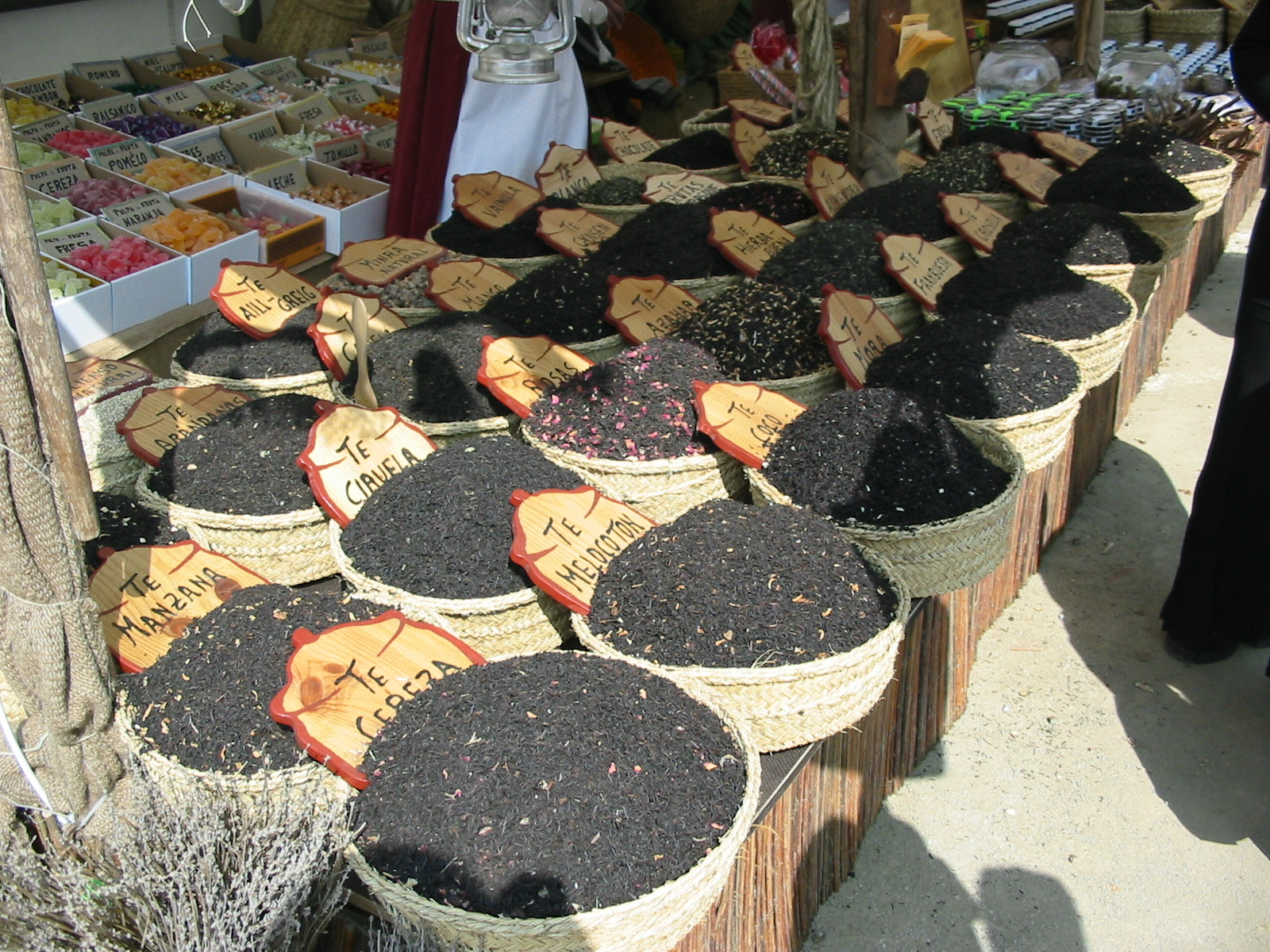
Puesto de venta de té en una feria en Navarcles, España.

El té entró en contacto con los europeos por primera vez en la India, cuando los portugueses llegaron a ella en 1497, ya que en la India el uso del té estaba muy extendido.[cita requerida]
La Reina Catalina de Braganza de Portugal introdujo la costumbre de tomar el té. El historiador Eugenio Pereira Salas escribió: «La milenaria planta china aparece en Portugal, pero sólo años más tarde se extiende su uso. Catalina de Braganza fue la primera reina bebedora de té y en 1717, los ingleses la adoptaron como bebida nacional, abriéndose en Londres en 1717 los primeros “tea-shop”». El primer cargamento de té debió llegar a Ámsterdam (Países Bajos) hacia 1610, por iniciativa de la Compañía Neerlandesa de las Indias Orientales. En Francia no apareció la nueva bebida hasta 1635 o 1636. En Inglaterra, el té negro llegó a través de Países Bajos y de los cafeteros de Londres que lo pusieron de moda hacia 1657. El consumo de té solo adquirió notoriedad, en Europa, en los años 1720-1730. Empieza entonces un tráfico directo entre China y Europa. En aquel tiempo, el consumo en Europa era aún mínimo y casi exclusivo de los Países Bajos e Inglaterra. Francia consumía muy poco, Alemania prefería el café y España era aún menos aficionada. Pero, con el tiempo y con la ayuda de los comerciantes europeos, el té llegó a todo el mundo, tanto para su cultivo como para su consumo.
En Inglaterra en el siglo XIX llegó a todas las clases sociales, pobres y ricos lo bebían. Incluso se dice que reemplazó a la ginebra (muy requerida por las clases bajas inglesas). Hoy, tomar té es una de las características del Reino Unido.
El té helado es una de las formas más populares en que se consume la bebida. Se ha marcado como fecha de «invención» el año 1904, en la feria de San Luis. Esto fue escrito en un artículo de The New York Times de 1961. Sin embargo, Johann Georg Kohl ya había descrito este uso de la bebida en 1842 al escribir la manera en que los rusos conservaban hielo del invierno para utilizarlo durante el verano.
En 1904, gracias a Thomas Sullivan se populariza la bolsa de té. Ésta pretendía solo indicar la dosis para una taza, requiriendo abrirla para usar su contenido. Sin embargo, los clientes vieron la conveniencia de utilizar las bolsas mismas como parte de la preparación del té. Al modo en que se acostumbra actualmente. Este simple producto sufrió diversas modificaciones y no fue sino hasta 1964 que aparece la bolsa de té que encontramos actualmente en venta.

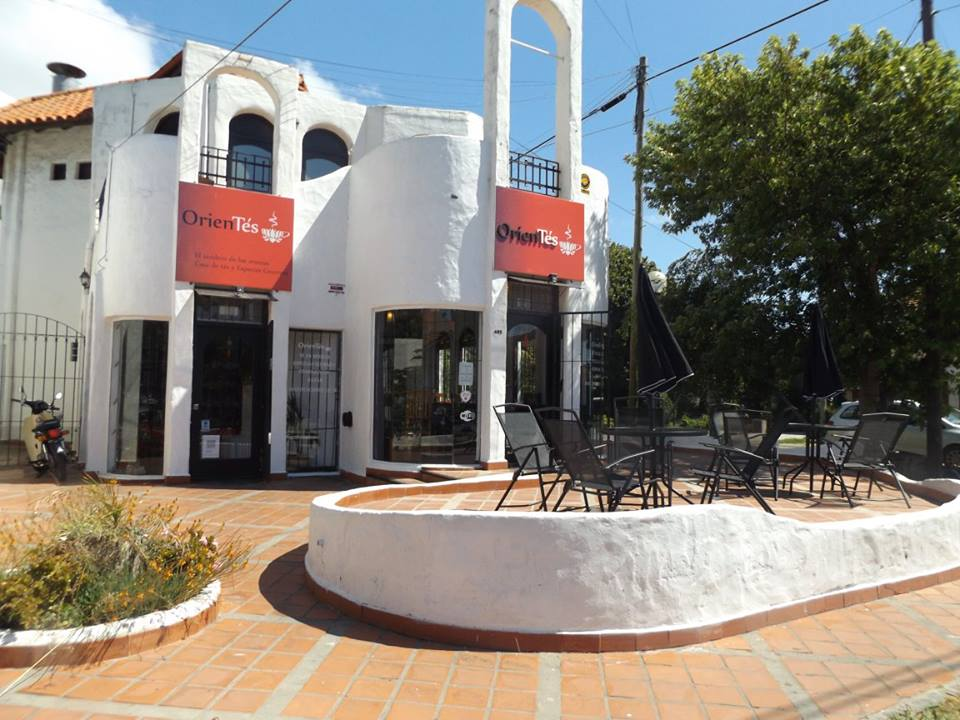
Casa de té en la ciudad de Mar del Plata (Argentina)

En la República Argentina «se iniciaron las plantaciones en el año 1923, en la zona de Tres Capones, Provincia de Misiones, con semillas traídas desde Georgia (nación perteneciente a la Unión Soviética hasta el año 1991). En la década de 1930, el cultivo se extendió a las localidades de Loreto y Puerto Bemberg en la provincia de Misiones y Playadito en la provincia de Corrientes» y luego se sumaron las plantaciones de la provincia de Córdoba.
Cabe destacar que Argentina es la principal exportadora de té a los Estados Unidos de América.
Debido a la inmigración británica en Chile, el té se comenzó a popularizar a mediados del siglo XIX en reemplazo del Mate, con los años el té se convirtió en una de las bebidas más consumidas en Chile creándose así una cultura del té única en América Latina, uno de los ejemplos más emblemáticos de esta cultura son Las once que es la adaptación chilena de la conocida Hora del té británica. Debido la popularidad del té en Chile, el país se convirtió en el mayor consumidor de té en América Latina con 475 tazas al año y uno de quince mayores consumidores a nivel mundial.

## Etimología
El carácter chino para té es 茶 y tiene pronunciaciones diferentes en distintas lenguas chinas. La mayoría de estas lo pronuncian de modo cercano a cha (en chino mandarín se pronuncia [chá]), pero en chino min (hablado en la costa central de China y en el sureste asiático) se pronuncia té. Son estas dos pronunciaciones de la palabra china para té las que han sido usadas en otros lenguajes alrededor del mundo y revelan dónde fue que estas naciones adquirieron la cultura del té.

### Derivados deté
| Idioma    | Nombre            | Idioma             | Nombre        | Idioma          | Nombre        | Idioma                     | Nombre            | Idioma      | Nombre                    |
| --------- | ----------------- | ------------------ | ------------- | --------------- | ------------- | -------------------------- | ----------------- | ----------- | ------------------------- |
| Afrikáans | tee               | Armenio occidental | թեյ [tey]     | Euskera         | te o dute     | Catalán                    | te                | Checo       | té o thé(1)               |
| Danés     | te                | Neerlandés         | thee          | Inglés          | tea           | Esperanto                  | teo               | Estonio     | tee                       |
| Feroés    | te                | Finés              | tee           | Francés         | thé           | Frisio Occidental          | tee               | Gallego     | té                        |
| Alemán    | Tee               | Griego             | τέϊον [téïon] | Hebreo          | תה [teh]      | Húngaro                    | tea               | Islandés    | te                        |
| Indonesio | teh               | Irlandés           | tae           | Italiano        | tè, thè o the | Javanés                    | tèh               | Jemer       | តែ [tae]                   |
| Latín     | thea              | Letón              | tēja          | Leonés          | té            | Limburgués                 | tiè               | Bajo alemán | Tee [tʰɛˑɪ] o Tei [tʰaˑɪ] |
| Malayo    | teh               | Malayalam          | തേയില [Thēyila] | Maltés          | tè            | Noruego                    | te                | Occitano    | tè                        |
| Polaco    | herbata(2)        | Canarés            | ಚಹಾ [Cahā]     | Gaélico escocés | tì, teatha    | Cingalés                   | තේ [té]            | Español     | té o *thé(4)              |
| Escocés   | tea [tiː] ~ [teː] | Sondanés           | entèh         | Sueco           | te            | Tamil                      | தேநீர் [theneer] (3) | Télugu      | తేనీరు theneeru              |
| Galés     | te                | Portugués          | chá / cha     | Rumano          | Ceai          | Taiwanés / Ho-lo / Hokkien | 茶 [tê]           | Inglés      | tea                       |

Notas:
- (1) Té o thé, sin embargo esta expresión es un arcaísmo; desde el inicio del siglo veinte čaj es usado para té en checo.
- (2) Del latín herba thea.
- (3) Neer significa agua; theyilai significa hoja de té (ilai = hoja).
- (4) La grafía galicada thé es prescriptivamente no aceptada en el castellano.[44]

### Derivados deta
| Idioma  | Nombre               | Idioma  | Nombre      |
| ------- | -------------------- | ------- | ----------- |
| Japonés | だ [da], た [ta] (1) | Coreano | 다 [da] (1) |

Notas:
- (1) Cha es una pronunciación alternativa para té en japonés y coreano.

### Derivados decha
| Idioma     | Nombre        | Idioma  | Nombre                  | Idioma      | Nombre     | Idioma    | Nombre   | Idioma     | Nombre         |
| ---------- | ------------- | ------- | ----------------------- | ----------- | ---------- | --------- | -------- | ---------- | -------------- |
| Asamés     | চাহ [sah]      | Bangla  | চা [cha]                 | Kapampangan | cha        | Cebuano   | tsa      | Castellano | cha (3)        |
| Guyaratí   | ચા chā         | Japonés | ちゃ [cha], さ [sa] (1) | Canarés     | ಚಹಾ [chahā] | Khasi     | sha      | Konkaní    | चा [chā]        |
| Coreano    | 차 [cha] (1)  | Kurdo   | ça                      | Lao         | ຊາ [saa]   | Malayalam | chāyā    | Maratí     | चहा [chahā]     |
| Oriya      | ଚା [cha]       | Persa   | چا [chā]                | Punyabí     | ਚਾਹ [chāh]  | Portugués | chá      | Sindhi     | چانهه [chahen] |
| Somalí     | shaah         | Sylheti | sa                      | Tagalog     | tsaa       | Tailandés | ชา [cha] | Tibetano   | ཇ་ [ja]        |
| Vietnamita | trà y chè (2) |         |                         |             |            |           |          |            |                |

Notas: 
- (1) Las pronunciaciones principales de 茶 en Corea y Japón son 차 cha y ちゃ cha, respectivamente. (El japonés ocha (お茶) es honorífico.) Estas están conectadas con las pronunciaciones en las capitales de las dinastías Song y Ming.
- (2) Trà y chè son variantes para la pronunciación de 茶; la última es pronunciada mayormente en el norte de Vietnam y se usa para el té preparado con hojas recién cortadas.
- (3) [45]
- En el español filipino, la variante del castellano de Filipinas, el té es comúnmente llamado cha.[46]

### Derivados dechay
| Idioma           | Nombre         | Idioma         | Nombre      | Idioma    | Nombre                       | Idioma     | Nombre      | Idioma   | Nombre      |
| ---------------- | -------------- | -------------- | ----------- | --------- | ---------------------------- | ---------- | ----------- | -------- | ----------- |
| Checheno         | чай [chay]     | Albanés (Tosk) | çaj         | Amhárico  | ሻይ [shai]                    | Árabe      | شاي [shāy]  | Arameo   | ܟ݈ܐܝ [chai]  |
| Armenio oriental | չայ [chāi]     | Azerí          | çay         | Bosnio    | čaj                          | Búlgaro    | чай [chai]  | Croata   | čaj         |
| Checo            | čaj            | Inglés         | chai        | Finés     | tsai, tsaiju, saiju o saikka | Georgiano  | ჩაი [chai]  | Griego   | τσάι [tsái] |
| Hindi            | चाय [chāy]      | Kazajo         | шай [shai]  | Kirguís   | чай [chai]                   | Kiñaruanda | icyayi      | Ladino   | צ'יי [chai] |
| Macedonio        | чај [čaj]      | Malayalam      | ചായ [chaaya] | Mongol    | цай [tsai]                   | Nepalí     | चिया [chiyā]  | Pastún   | چای [chai]  |
| Persa            | چای [chāī] (1) | Rumano         | ceai        | Ruso      | чай [chai]                   | Serbio     | чај [čaj]   | Eslovaco | čaj         |
| Esloveno         | čaj            | Suajili        | chai        | Tayiko    | чой [choy]                   | Tártaro    | çäy         | Tlingit  | cháayu      |
| Turco            | çay            | Turcomano      | çay         | Ucraniano | чай [chai]                   | Urdu       | چائے [chai] | Uzbeko   | choy        |

Notas: 
- (1) Derivado de la pronunciación antigua چا cha.

## Efectos sobre la salud
Se argumenta que el consumo de té (especialmente verde) es benéfico para la salud por contener antioxidantes, flavanoles, flavonoides, catequinas y polifenoles.
Debido a sus catequinas, el té tiene propiedades antiinflamatorias y neuroprotectoras; puede ayudar en la regulación del apetito y por su afinidad con los receptores canabinoides puede disminuir el dolor y la náusea, sirviendo también como calmante.
El consumo del té verde está asociado con una disminución del riesgo de problemas de salud entre los adultos mayores tales como: infartos, deterioro cognitivo leve, osteoporosis y demencia.
El té contiene L-teanina, una sustancia relacionada con un estado mental calmado en humanos, un estado similar al que se encuentra entre los practicantes de meditación.

## Miscelánea
- Sublevaciones como el motín del té en Boston provocaron el inicio de la guerra de Independencia de los Estados Unidos.
- Chile es actualmente el mayor consumidor per cápita de América Latina.
- El 21 de mayo es el Día Internacional del Té.